# Freidorf BL

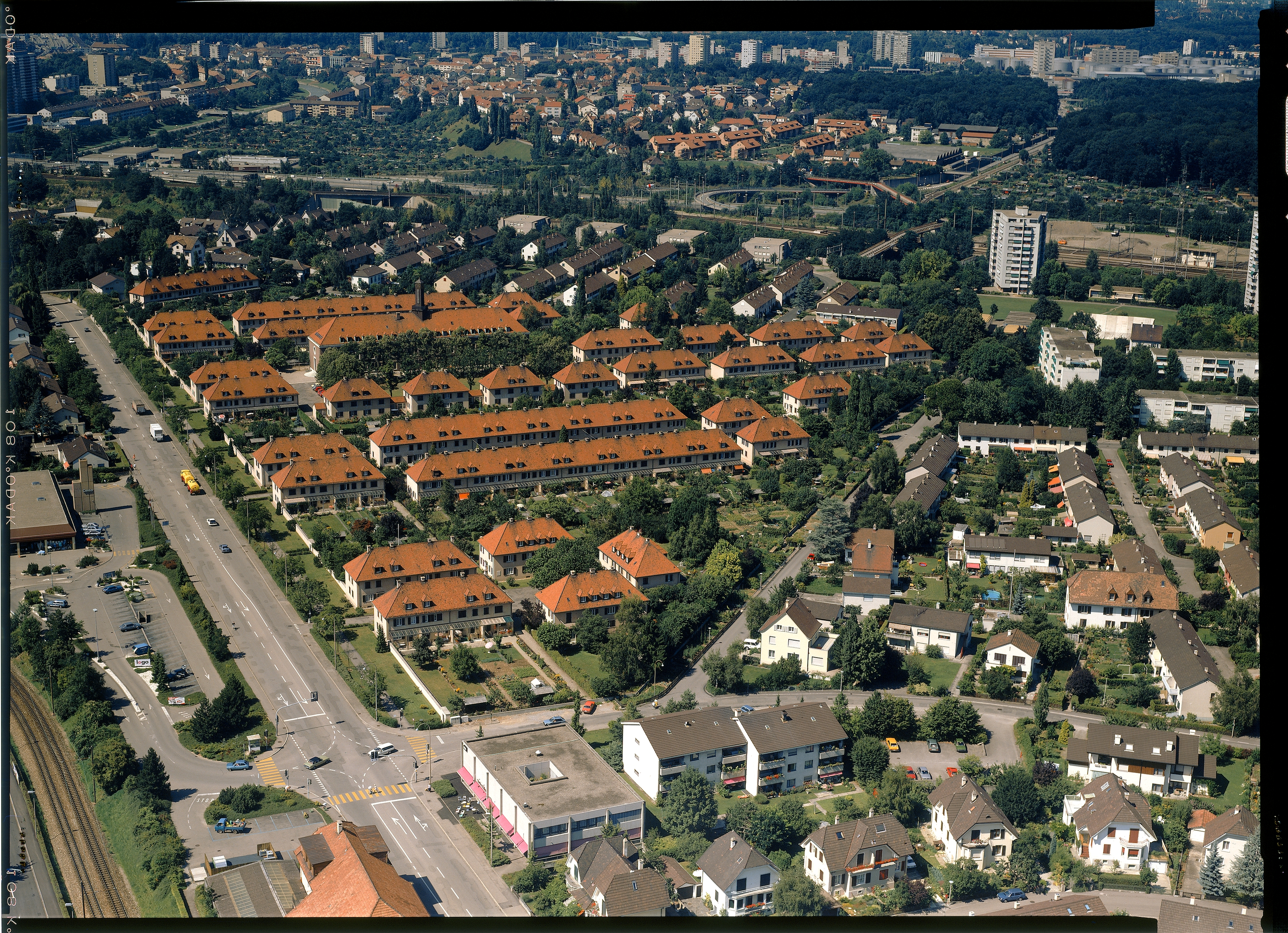
Freidorf 1988

Die Siedlung Freidorf gehört zu Muttenz, Kanton Basel-Landschaft, in der Schweiz.
Die Wohnsiedlung Freidorf ist der bedeutendste Siedlungsbau der Schweiz aus der Zeit zwischen den Weltkriegen und die erste Vollgenossenschaft der Schweiz.

## Vollgenossenschaft
Freidorf wurde 1921 vom Verband Schweizerischer Konsumvereine (VSK) als Modellprojekt einer Vollgenossenschaft mit einer Kostenbeteiligung von 8 Millionen Franken gestiftet, in welcher die Vermittlung von Wohnraum und das Leben in der Dorfgemeinschaft nach genossenschaftlichen Prinzipien gestaltet wurde. Jedes Genossenschaftsmitglied übernahm einen Anteilschein von 100 Franken. In der Siedlung lebten rund 600 Bewohner, die beim Konsumverein arbeiteten.

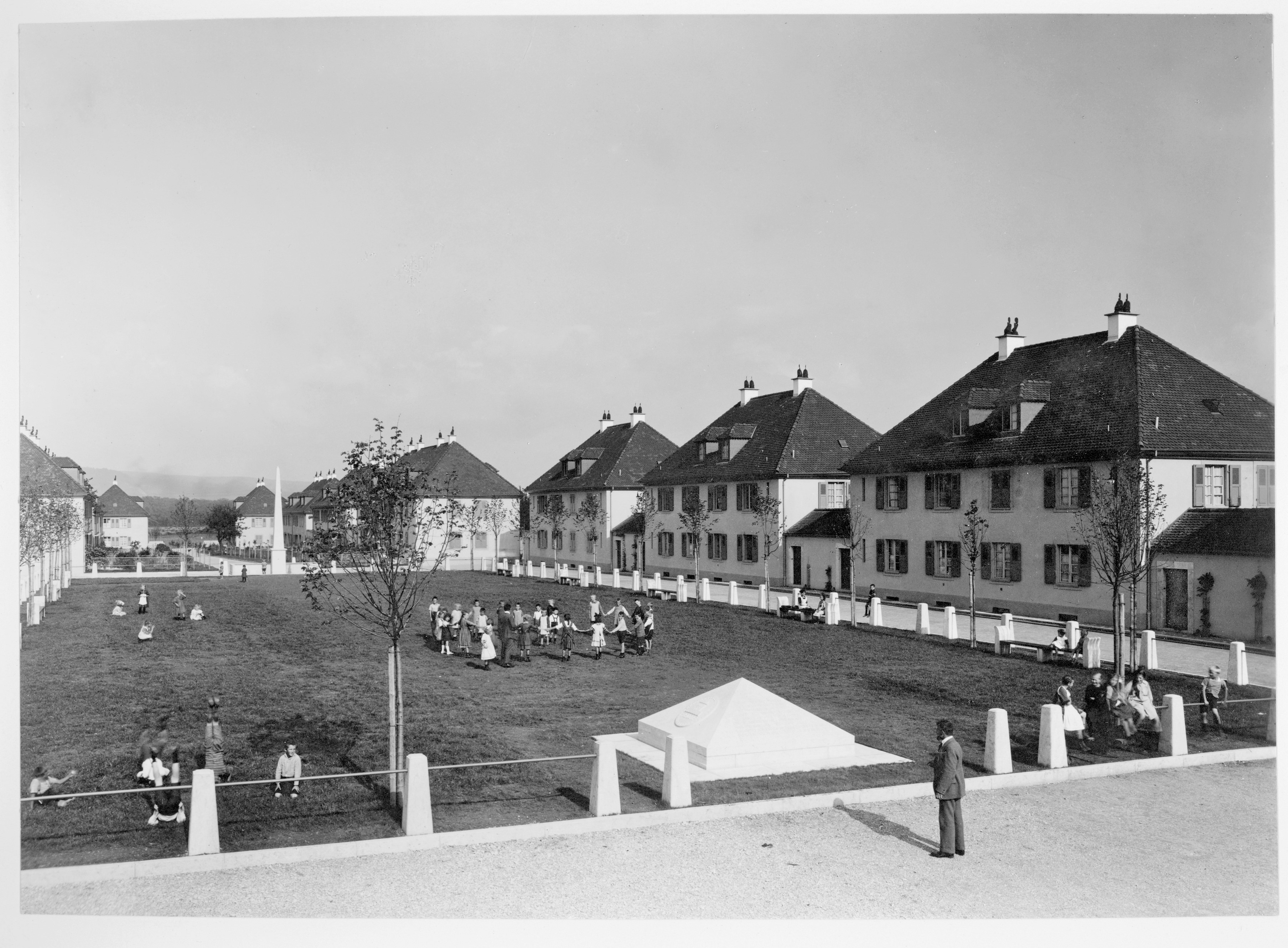
Spielplatz

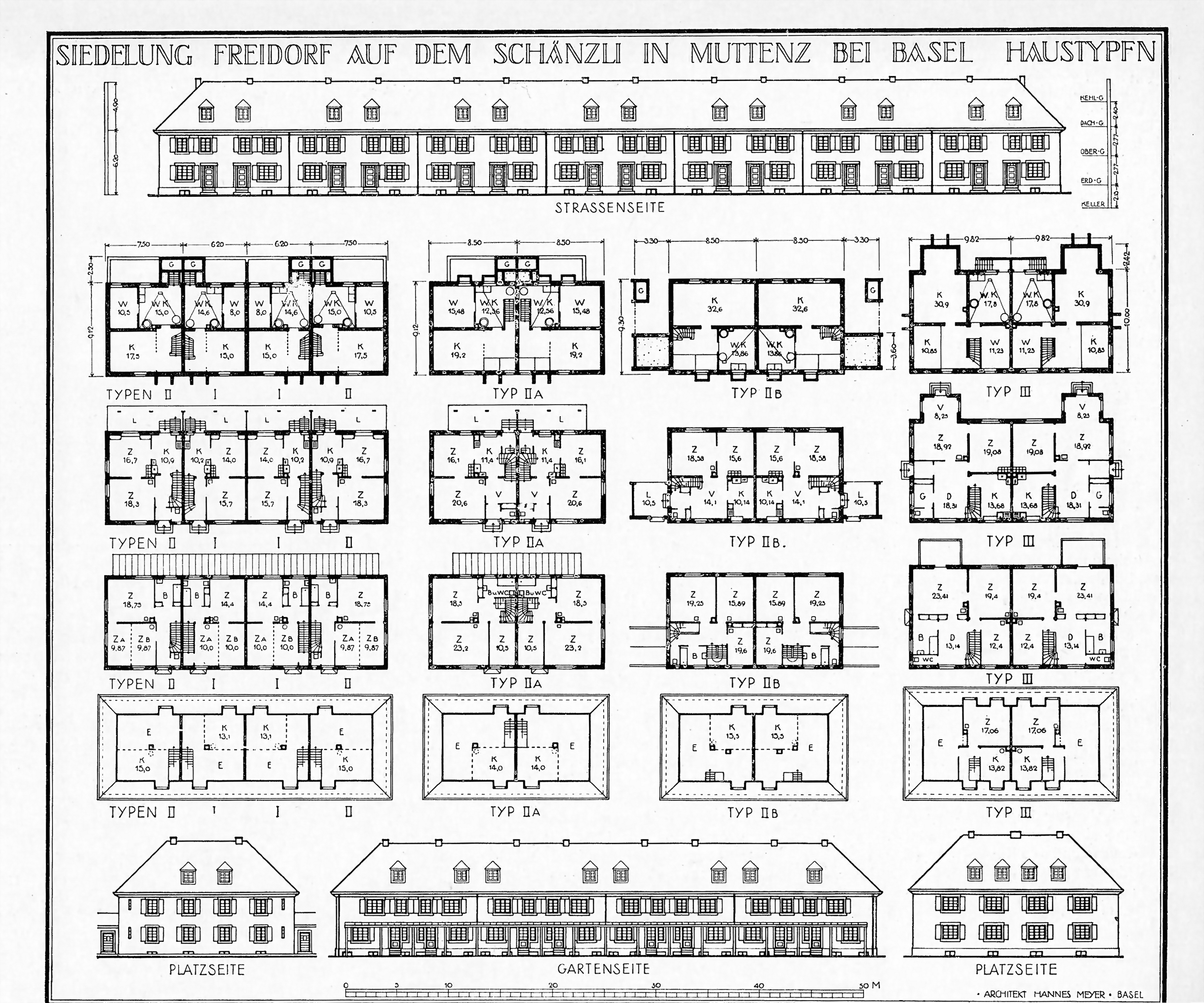
Haustypen der Siedlung auf dem Schänzli in Muttenz bei Basel (1929)

Der Aufbau von Vollgenossenschaften oder integrierten Genossenschaften wurde von Charles Fourier, Victor Considerant und Karl Bürkli angeregt. Über das Wirtschaftliche hinaus sollten weitere Lebensbereiche einbezogen werden, wie gemeinsames Wohnen und Haushalten, gemeinsame Arbeit, Kinderbetreuung, Schulen, Kultur, Gesundheitswesen, Altenbetreuung usw. Zu diesem ganzheitlichen Ansatz gehörte auch die politische und wirtschaftliche Gleichstellung der Frau.
Ausgehend von der erzieherischen Philosophie eines Johann Heinrich Pestalozzi und den sozialreformerischen Gedanken eines Heinrich Zschokke verwirklichten Protagonisten des VSK wie Johann Friedrich Schär in Muttenz ihre genossenschaftlichen Ideen. Initiator des Freidorfes war der Präsident der Verwaltungskommission des VSK, Bernhard Jäggi, der führende Positionen in mehreren mit der Genossenschaftsbewegung verbundenen Unternehmen bekleidete. 1919 begann er seine lang gehegte Idee eines Freidorfes in die Tat umzusetzen und bezog nach dessen Fertigstellung selbst eine Wohnung im Freidorf. Jäggi stiftete 1923 das genossenschaftliche Seminar im Freidorf.
In seinen 1921 erschienenen Richtlinien legt Jäggi seine Kernideen für das Projekt Freidorf fest:

«Der (…) Grundgedanke in der konsumgenossenschaftlichen Organisation liegt in der Form der kleineren, in sich geschlossenen Wirtschaftsgemeinde, die sich unter Umgehung aller vermeidbaren Unkosten in der einfachsten Weise selbst verwaltet und im Anschluss an föderalistische Verbandsorgane eine möglichst umfassende Selbstversorgung betreibt, so dass der ganze Wirtschaftskreis als ein erweiterter, in allen seinen Teilen aber durchaus übersichtlicher genossenschaftlicher Haushalt erscheint, durch den der einzelnen Familienökonomie die Energien und Vorteile der Grosswirtschaft erschlossen werden. Dieser Gedanke muss in der Genossenschaftsbewegung neu aufleben, wenn das Ziel erreicht werden soll.»

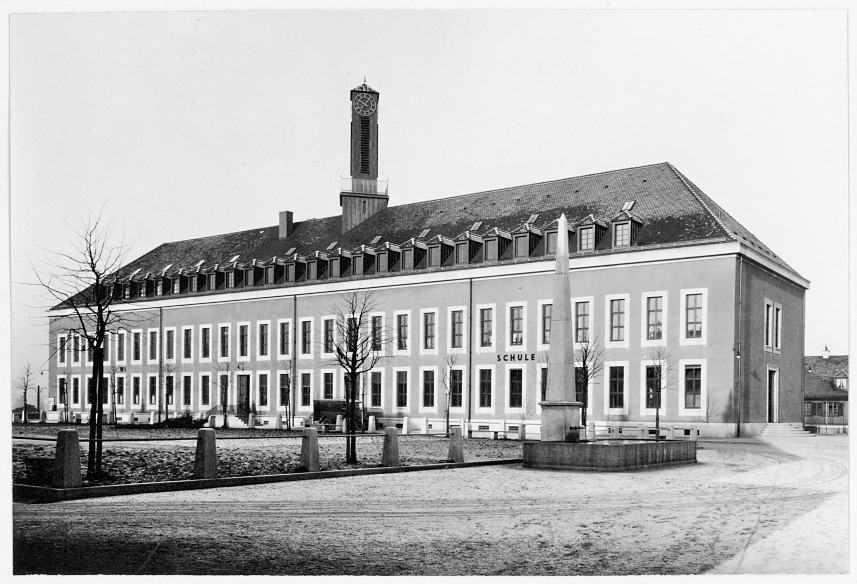
Genossenschaftshaus

Im Zentrum der Siedlung wurde ein grosses Genossenschaftshaus errichtet, das mit einem grossen Versammlungssaal und zahlreichen Räumen vielfältigen Genossenschaftsaktivitäten diente. Es wurde auch Sitz des genossenschaftlichen Seminars (Stiftung von Bernhard Jaeggi) und 1927 der Stiftung zur Bildung integraler Genossenschaften von Henri Lasserre.

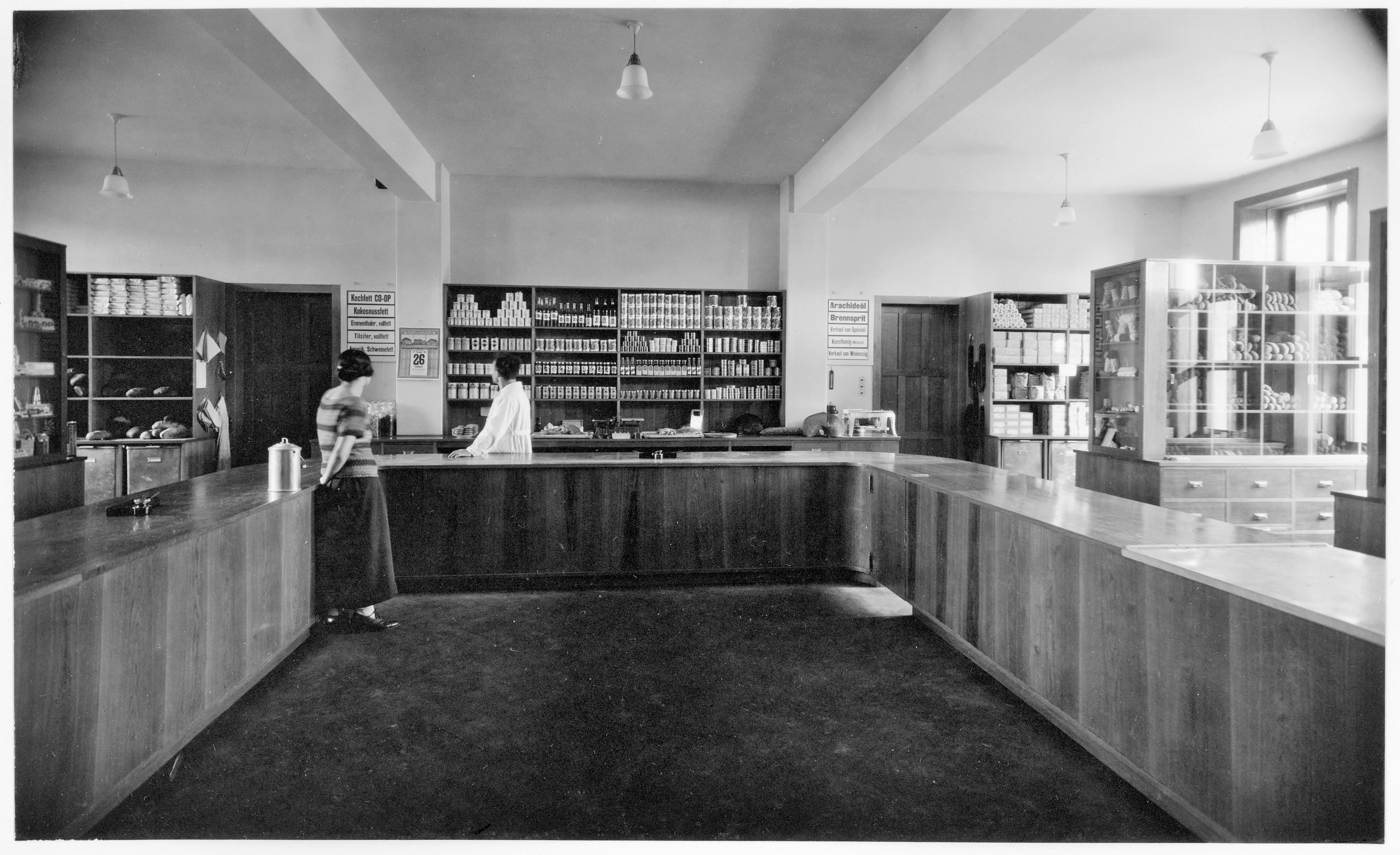
Laden

Für die gemeinsame Beschaffung von Lebensmitteln und Gebrauchsgegenständen gab es zwei Läden und ein Restaurant. Als soziale Einrichtungen wurden die Wohlfahrtskasse (Batzensparkasse), eine Kollektivversicherung und eine Alters- und Ehegattenversicherung gegründet. Von 1920 bis 1948 wurde ein eigenes genossenschaftliches Geld, das Freidorfgeld, als Konsumgeld herausgegeben und verwendet. Von 1920 bis 1967 (ab 1967 «Mitteilungen») wurde eine eigene Zeitung, das «Wochenblatt», herausgegeben.

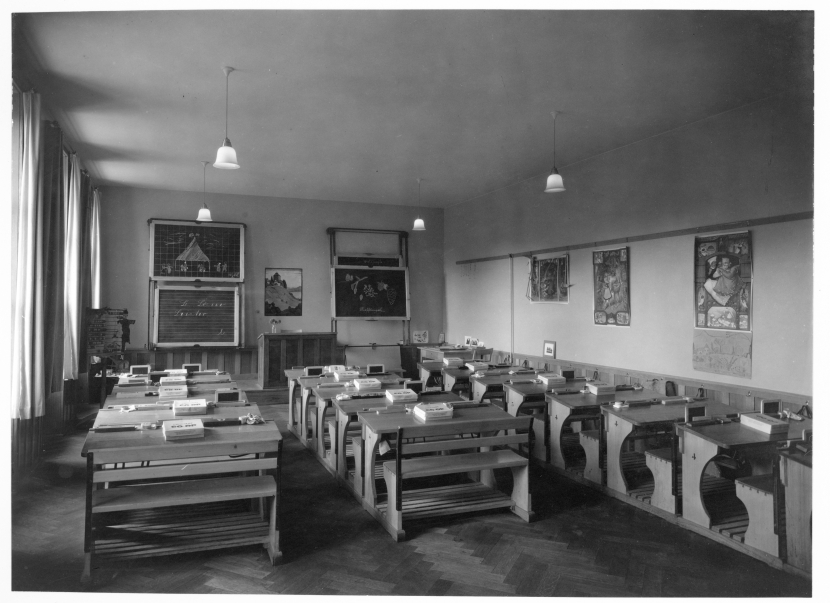
Schule im Genossenschaftshaus

Im Genossenschaftshaus gab es eine eigene Schule und Kindergarten, eine Bibliothek und Leseräume. Die Kultur wurde mit einem Orchester und Volkschor sowie kulturellen Anlässen gefördert. Die Stiftung zur Förderung von Siedlungsgenossenschaften bot Kurse zum Genossenschaftswesen an. Das genossenschaftliche Seminar führte Kurse zur Erziehung, Verwaltung und Haushalt bis zur Berufsbildung durch, mit praktischer Betätigung in Haus, Küche und Verwaltung. Freidorf war die Ausbildungsstätte für den Konsumverein beider Basel.
Die Höhe der Mietzinsen wurde im ortsüblichen Rahmen festgelegt. Es wäre auch eine tiefere Miete in der Höhe der Betriebskosten möglich gewesen, weil dank der Stiftung des VSK keine Hypothekarzinsen anfielen. Mit der Differenz wurde ein «Fonds für den Bau weiterer Genossenschaftsdörfer» geäufnet. Diese Solidarabgabe hätte nach 38 Jahren den Bau eines zweiten Dorfes ermöglichen sollen.
Die Siedlungsgenossenschaft Freidorf besteht noch heute als solche. Die Häuser werden grundsätzlich an Familien mit minderjährigen Kindern vermietet; die Miete eines Hauses bedingt die Mitgliedschaft in der Genossenschaft und ein festes Anstellungsverhältnis von mindestens 50 % bei Coop.

## Architektur

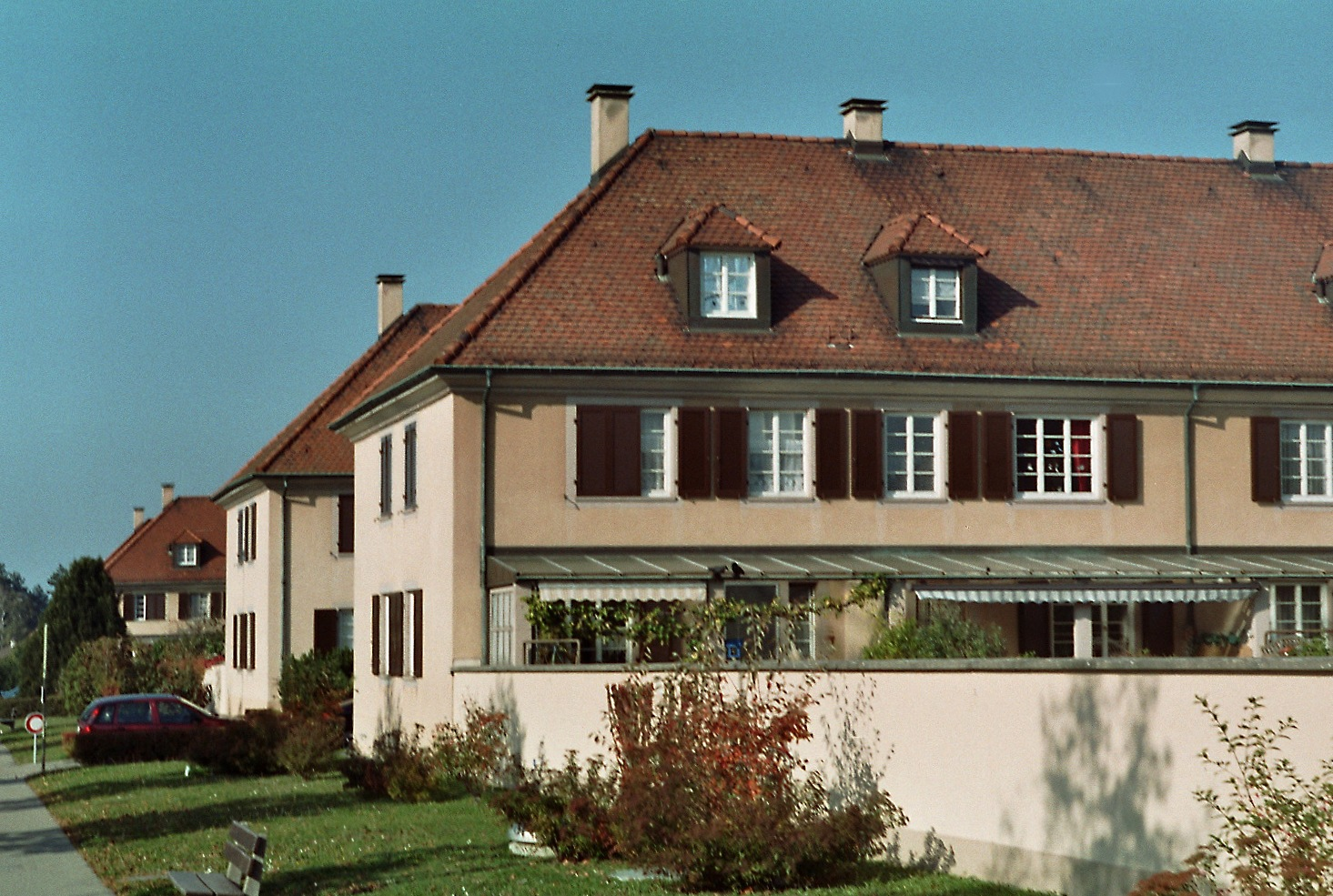
Freidorf Muttenz, gesehen von der St. Jakobs-Strasse (Traditionalismus)

Entworfen und erbaut hat die Siedlung der spätere Bauhaus-Architekt Hannes Meyer (1889–1954), erstellt wurde sie in den Jahren 1919 bis 1921 im Genossenschaftsmodell nach dem Gartenstadt-Vorbild. Meyer selbst beschrieb das Freidorf als halb Kloster und Anstalt, halb Gartenstadt und Juradorf. Die Bebauungspläne wurden 1919 auf einer Sonderausstellung des Zürcher Kunstgewerbemuseums (zu der auch ein Katalog erschien) zusammen mit denen der Genfer Gartenstadt "Piccard, Pictet Co." von Hans Schmidt et al. gezeigt.
Das ringsum von einer Mauer umgebene Baugelände, oberhalb einer Geländekante ("Schänzli") am Rande von Muttenz an der St. Jakobs-Strasse, ist annähernd dreieckig geformt, nach Meyer die symbolische Idealform der "ersten schweizerischen Vollgenossenschaft" (1919–1921). Der Architekt Rudolf Christ (1895–1975) soll den Siedlungsplan massgeblich bestimmt haben.

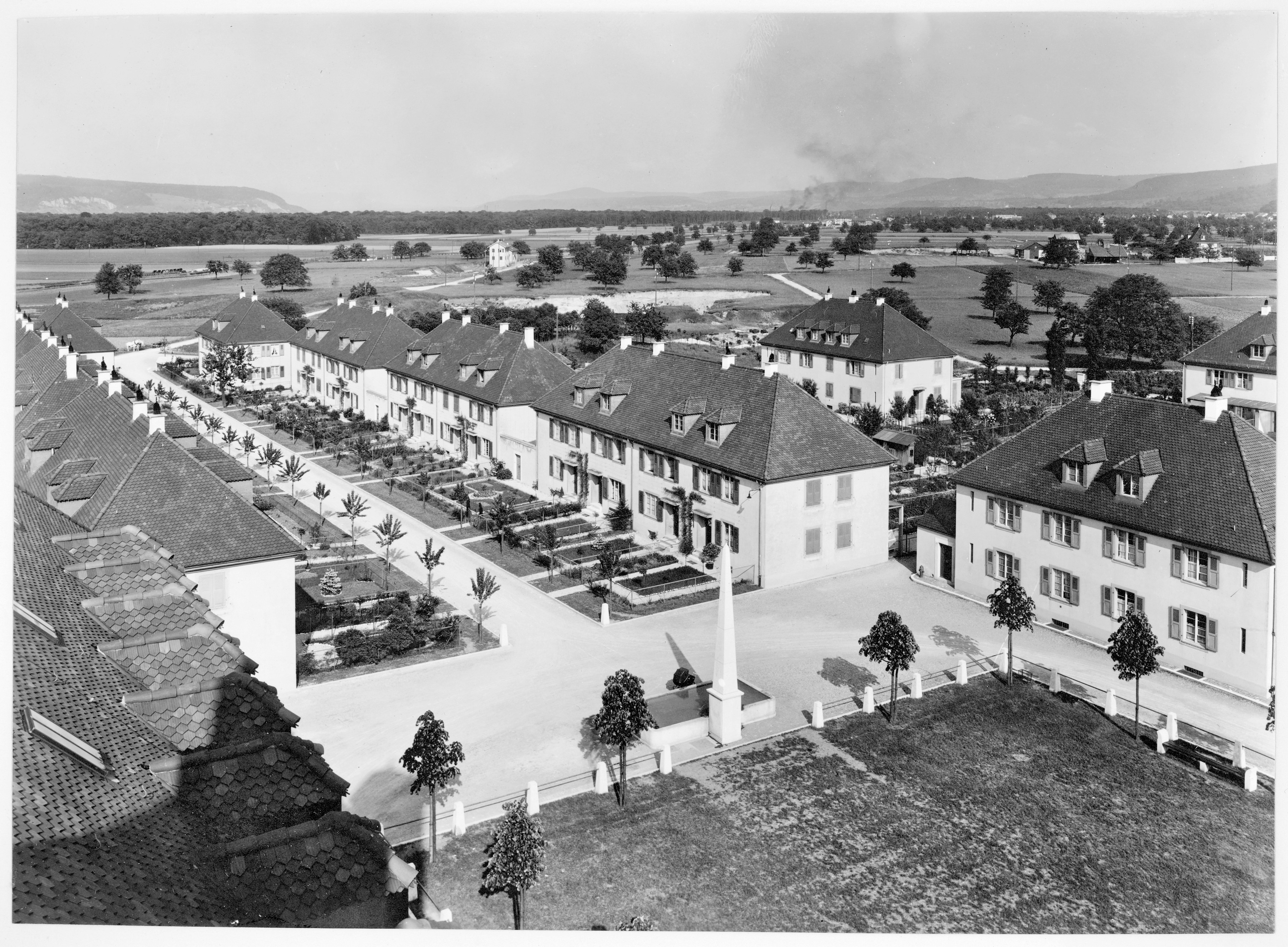
Mittlere Strasse mit Vorgärten

Um einen zentralen Dorfplatz sind rasterförmig 150 Reihenhäuser angeordnet, jeweils mit kleinen Vorgärten und rückseitigen Nutzgärten ausgestattet. Die ganze Siedlung ist durch Baumreihen stark durchgrünt. In der Dorfmitte liegt ein ebenfalls von Bäumen beschatteter Platz, der als Spielwiese gedacht ist und mit einem Brunnen und Obeliskdenkmal geschmückt ist. An diesen grenzt das 1922–1924 erbaute sogenannte Genossenschaftshaus, das ursprünglich als Gaststätte, Laden, Schule, Versammlungslokal und Seminar diente. Anfang 1921 wurde eine Tramlinie von Basel nach Muttenz eröffnet, welche direkt am Freidorf vorbeiführt, so dass auch die Verkehrsanbindung günstig war.
Das Freidorf stellt in der Schweizer Gartenkunst des 20. Jahrhunderts einen Höhepunkt in der Entwicklung zum sogenannten Wohngartenstil dar, der im Gegensatz zur zeitgenössisch vorherrschenden Stilrichtung des architektonischen Gartens die Funktion über die strenge Orientierung an formalen Gestaltungsprinzipien setzte. Ein eigener privater Garten sollte nicht mehr länger ein Privileg des reichen Bürgertums sein, sondern Fortsetzung des Wohnraumes im Freien und gestalterisch offen für wechselnde Aktivitäten (ähnlich den Konzepten von Harry Maasz in Deutschland).

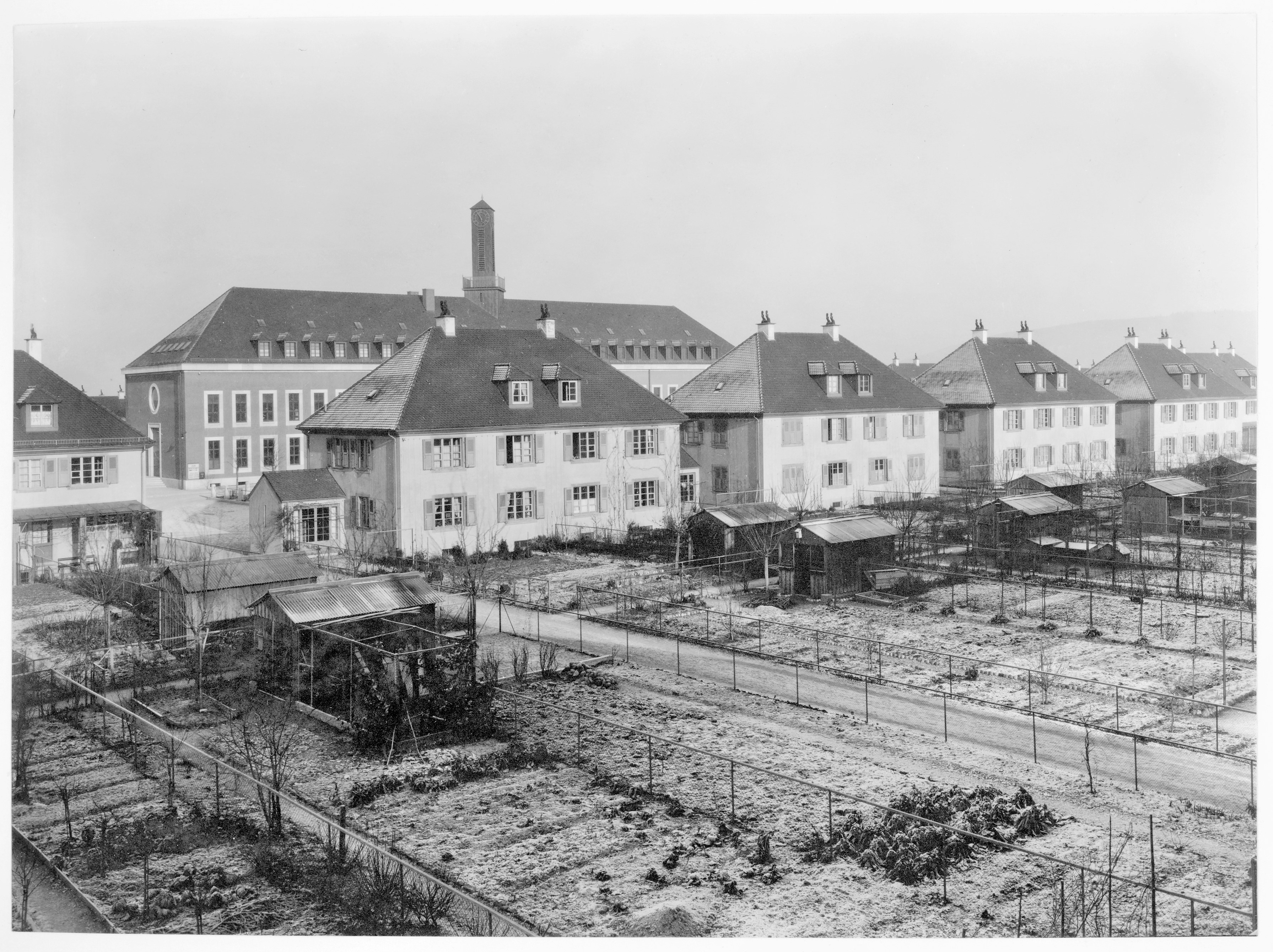
Freidorf Gartenseite

Das Ortsbild des Freidorfes wurde vom Bund als auch dem Kanton Basel-Landschaft im Zuge des Inventars der schützenswerten Ortsbilder der Schweiz (ISOS) als von nationaler Bedeutung klassiert (eine entsprechende Bundesrats-Verordnung (VISOS) ist seit 1. Oktober 1981 in Kraft).
Die 1920–1921 erbaute Wasserhaus-Siedlung in Münchenstein, auf der Basis von Entwürfen von Hans Benno Bernoulli wurden die Pläne durch den Architekten W. Brodtbeck AG ausgearbeitet, stellt eine privatwirtschaftliche Alternative zur gleichzeitig realisierten, aber genossenschaftlich finanzierten Siedlung Freidorf dar.